# Quercus arkansana
Quercus arkansana — вид рослин з родини букових (Fagaceae); ендемік південного сходу США.

## Опис
Це від невеликого до середнього розміру тіньолюбиве листопадне дерево, яке може досягати висоти 18 м, але часто набагато менше, приблизно від одного до восьми метрів у висоту. Кора  товста, шорстка, чорна, глибоко борозниста. Гілочки сіро запушені спочатку. Листки 5–13 × 2.5–6 см, від зворотно-яйцюватих до ромбічних; край цілий або трохи лопатевий біля верхівки; основа клиноподібна; верхівка округла; верх жовто-зелений, голий; низ блідіший, з пахвовими пучками; ніжка листка довжиною 5–25 мм, запушена. Цвіте навесні. Жолуді дворічні, поодинокі або парні, сидячі або на короткій ніжці; горіх від широко еліпсоїдного до майже кулястого, 10–15 × 9–15 мм, вкритий дрібним запушенням; чашечка тонка, неглибока, келихоподібна, майже до блюдцеподібної форми, заввишки 5–9 мм і 10–16 мм завширшки, укриває 1/4–1/2 горіха, зовнішня поверхня вкрита дрібним запушенням, внутрішня поверхня рідко запушена.

## Середовище проживання
Ендемік південного сходу США: Техас, Луїзіана, Джорджія, Флорида, Арканзас, Алабама.
Цей вид віддає перевагу дрібному суглинистому піску та іншим добре дренованим піщаним ґрунтам. Росте в підлісках помірно-вологих соснових лісів та південних деревостанах твердих порід дерев, часто вздовж верхніх частин ярів, крутих вершин та над вершинами невеликих струмків. Цей вид рідко є панівним компонентом рослинного покриву, за винятком кількох місцевостей в Арканзасі та Флориді. Росте на висотах 50–150 м.

## Використання
Не вважається цінною породою деревини, але використовувався для скринь, хрестиків, підлоги, дров та меблів. Це дерево культивується та продається як декоративне за допомогою невеликої кількості розсадників корінних рослин у регіоні.

## Загрози
Q. arkansana стикається із загрозами від перетворення місця проживання на соснові плантації. Комерційні лісогосподарські практики, такі як заготівля деревини та керовані пожежі, загрожують невеликим, розрізненим заростям цього виду. Іншою загрозою є очищення та несприятливе управління землею. Крім того, основною загрозою для Q. arkansana є зміна середовища існування в умовах зміни клімату.